# استان‌های مصر

نقشه تمام ۲۷ استان مصر

کشور مصر به ۲۷ استان (به عربی: محافظة) تقسیم شده‌است، هر استان زیر نظر یک فرماندار اداره می‌شود. عزل و نصب فرماندار از جمله اختیارات رئیس‌جمهور مصر است.
این ۲۷ استان عبارتند از:
1. استان اسکندریه
2. استان اسوان
3. استان اسیوط
4. استان بحیره
5. استان بنی سویف
6. استان قاهره
7. استان دقهلیه
8. استان دمیاط
9. استان فیوم
10. استان غربیه
11. استان جیزه
12. استان اسماعیلیه
13. استان کفر الشیخ
14. استان مطروح
15. استان منیا
16. استان منوفیه
17. استان وادی الجدید
18. استان شمال سیناء
19. استان پورت‌سعید
20. استان قلیوبیه
21. استان قنا
22. استان بحر الاحمر
23. استان شرقیه
24. استان سوهاج
25. استان جنوب سیناء
26. استان سوئز
27. استان اقصر

یک استان ممکن است به‌طور کامل از مناطق «شهری» تشکیل شده باشد یا ترکیبی باشد از مناطق «شهری» و مناطق «روستایی».
علاوه بر این، یک استان ممکن است فقط از یک شهر تشکیل شده باشد، مثل استان قاهره یا استان اسکندریه. چنین استان‌هایی به مناطق (محله‌های شهری) تقسیم‌بندی شده‌اند. برای مثال استان قاهره به ۴۱ منطقه شهری و استان اسکندریه به ۷ منطقه شهری تقسیم‌بندی شده‌اند.
تراکم جمعیت در بیشتر استان‌های مصر حدود هزار نفر در کیلومتر مربع است در حالیکه در سه استان پهناور مصر، تراکم جمعیت تنها ۲ نفر در کیلومتر مربع است.

## استان‌های سابق
دو استان در آوریل سال ۲۰۱۱ میلادی منحل و در دیگر استان‌ها ادغام شدند که عبارتند از:
1. استان ۶ اکتبر (که در قلمرو استان جیزه ادغام شد)
2. استان حلوان (که در قلمرو استان قاهره ادغام شد)